# Jay Pritzker
Jay Pritzker, född 26 augusti 1922 i Chicago, död 23 januari 1999 i Chicago, var en amerikansk entreprenör, filantrop och medlem av familjen Pritzker. 

## Biografi
Pritzker föddes i Chicago, Illinois av judiska föräldrar. Pritzkers farföräldrar emigrerade till USA 1881.
Vid 14 års ålder antogs Pritzker till University of Chicago och tog examen där 1941,  därefter Northwestern University med examen 1947. Pritzker tjänstgjorde under andra världskriget som sjöflygare.

## Karriär
Pritzker diversifierade det Chicago-baserade familjeföretaget, som då bestod av Pritzker&Pritzker, en advokatfirma som drevs av hans farbror Harry, och investeringarna som gjordes av hans far och hans farbror Jack och bildade Marmon Groups holdingbolag.
Tillsammans med sin bror Robert byggde han upp en portfölj med 60 diversifierade industriföretag. Han skapade Hyatt Hotel-kedjan 1957 med sin bror Donald Pritzker, han ägde även Braniff Airlines från 1983–1988.
År 1979 instiftade han Pritzker Prize. 1982 förvärvade han Ticketmaster och utökade företaget innan han sålde 80 % för mer än 325 miljoner dollar till Microsofts grundare Paul Allen 1993.
År 2004 färdigställdes Jay Pritzker Pavilion, designad av arkitekten Frank Gehry, som en del av Millennium Park i centrala Chicago.